# Силиньш, Айварс
Айварс Силиньш (латыш. Aivars Siliņš; 12 октября 1947, Вецумниеки, Латвийская ССР, СССР — 10 апреля 2016) — советский и латвийский актёр театра и кино.

## Биография
Родился 12 октября 1947 года в небольшом посёлке Вецумниеки Бауского района.
В 1971 году окончил театральный факультет Латвийской государственной консерватории им. Я. Витола (4 школа-студия «театра Дайлес», преподаватель — Петерис Петерсонс). Дипломная работа — роль господина Диафуаруса в пьесе Мольера «Мнимый больной». В спектаклях театра «Дайлес» принимает участие с 1966 года. Первая крупная роль — Янус в пьесе Мати Унта «Что я, мой мир?» (постановка Юриса Стренги).
Был одним из актёров театра Дайлес (прежнее название — Художественный академический театр им. Я.Райниса) в Риге, на сцене которого выступал с 1966 по 2015 год, после чего тяжело заболел.
Айварс Силиньш скончался 10 апреля 2016 года.

## Избранные театральные работы
Театр «Дайлес»
- 1973 — «Краткое наставление в любви» Рудольфа Блауманиса — Янис Вильнис
- 1975 — «То был не последний день» Миервалдиса Бирзе — Виестурс Пушкарс
- 1976 — «Ужас, Янка начал думать …» Паула Путниньша — Иозис Плуриньш
- 1976 — «Инцидент» Н. Байера — Филипп Карматти
- 1977 — «Близнецы Чёртова кряжа» Эгонса Ливса — Андрей
- 1981 — «Иосиф и его братья» Яниса Райниса — Нафталис
- 1982 — «Джон Нейланд» Адольфа Алунана — Рейнгард
- 1984 — «Рядовые» Алексея Дударева — Дугин
- 1987 — «Пляска смерти» Августа Стриндберга — Курт
- 1989 — «Венецианский купец» Уильяма Шекспира — Дож Венеции
- 1990 — «Геркулес и Авгиевы конюшни» Фридриха Дюрренматта — Авгий
- 1991 — «Слуги дьявола» Рутку Тевса и Раймонда Паулса — капитан Салдерн
- 1993 — «Любовь под вязами» Юджина О’Нила — шериф
- 1993 — «Сага о Йёсте Берлинге» Сельмы Лагерлёф — Мельхиор Синклер
- 1999 — «Отелло» Уильяма Шекспира — Людовик
- 2003 — «Гамлет» Уильяма Шекспира — священник

## Режиссёрские работы
- 1996 — «Гвоздик, Томат и Слива» Александра Чака и Эрика Адамсона
- 1997 — «Волшебная лампа Аладдина» Г. Редера
- 1998 — «Ярмарка в Спрунгульмуйже» Альберта Кроненберга
- 2000 — «Кот в сапогах» Валдиса Румниекса и Андрейса Миглы

## Фильмография
- 1971 — Наследники военной дороги / Kara ceļa mantinieki — Янка Жигур
- 1972 — Ель во ржи — Эрик
- 1972 — Афера Цеплиса / Ceplis — Эдмунд Саусайс
- 1973 — Шах королеве бриллиантов — оперативник
- 1975 — В клешнях чёрного рака — Карлис
- 1975 — Стрелы Робин Гуда
- 1976 — В тени меча — жених
- 1977 — Отблеск в воде / Atspulgs ūdenī
- 1977 — Мужчина в расцвете лет — Мальвиньш
- 1978 — Большая новогодняя ночь — Имант Калниньш
- 1980 — Долгая дорога в дюнах
- 1980 — Факт — эсэсовец
- 1983 — Преодоление — Мартин Янович Лацис
- 1983 — Мираж
- 1983 — Краткое наставление в любви — Юрис
- 1985 — Рейс 222 — Форрест, госдеповец
- 1987 — Мужские портреты
- 2004 — Красная капелла
- 2011 — Забытый — Юрий Петрович, судмедэксперт